# Aven (Valais)
Pour les articles homonymes, voir Aven (homonymie).
Aven est un village suisse se situant dans la commune de Conthey, dans le canton du Valais.

## Géographie
Le village se situe à 946 mètres d'altitude, à 2,5 km à l'ouest de Conthey et à 3 km au nord d'Ardon.
Entouré de forêts, de montagnes et de rivières, il est le point de départ de quelques randonnées[réf. souhaitée].
Il est le dernier village avant Derborence[réf. souhaitée].

## Population et société

### Surnom
Les habitants de la localité sont surnommés les Fagotins, soit les petits fagots en patois valaisan.

### Démographie
Sa population est d'un peu plus de 450 habitants (janvier 2008)[réf. souhaitée].

## Économie
L'activité principale du village est l'agriculture et la viticulture.